# Triatlon under sommer-OL 2012
Triatlon under Sommer-OL 2012 blev afviklet i og omkring Hyde Park i London. Triatlondisciplinen bestod af to konkurrencer. Kvinder individuel lørdag d. 4. august 2012 og Mænd individuel tirsdag d. 7. august 2012.

## Turneringsformat
Triatlonkonkurrencen havde 110 deltagere; 55 kvinder og 55 mænd. De otte bedst kvalificerede nationer var begrænset til at deltage med tre kvinder og tre mænd, mens de øvrige nationer var begrænset til at deltage med to af hvert køn.
Triatlonkonkurrencen ved OL er en kombination af disciplinerne: Svømning, cykling og løb. Der er fælles start, og skiftene mellem disciplinerne er en del af konkurrencen.
Triatlonkonkurrencen startede i Hyde Park med 1500 meter svømning i søen The Serpentine. Herefter cyklede atleterne syv runder à 6,137 km, i alt 43 km. Cykelruten gik blandt andet forbi Buckingham Palace. De afsluttende 10 km løb foregik rundt om søen The Serpentine.

## Medaljer
| Disciplin          | Guld                        | Sølv                   | Bronze                      |
| ------------------ | --------------------------- | ---------------------- | --------------------------- |
| Kvinder individuel | Nicola Spirig (1:59:48*)    | Lisa Nordén (1:59:48*) | Erin Densham (1:59:50)      |
| Mænd individuel    | Alistair Brownlee (1:46:25) | Javier Gomez (1:46:36) | Jonathan Brownlee (1:46:56) |

*Vinderen blev afgjort ved målfoto.

## Danske deltagere
De danske udtagelseskrav var defineret i 2010 og lagde sig tæt op af de internationale krav. Kravene gav reelt fire muligheder for kvalifikation, hvor der mere specifikt var defineret som:

1) 5 deltagere fra det europæiske kvalifikationsstævne den 24. juni – 26. juni 2011

2) 3 deltagere fra den olympiske kvalifikationskonkurrence den 6. august – 7. august 2011

3) 39 deltagere fra den olympiske kvalifikations-rangliste 1. juni 2010 – 31. maj 2012

4) 1 deltager fra Europa, hvor nationen ellers ikke er kvalificeret pr. 31. maj 2012

Kvalifikation i henhold til de opstillede krav kan give nationale kvotedeltagelse.
Efter at alle kvalifikationskonkurrencer var gennemført i slutningen af maj 2012, havde Danmark kvalificeret sig med to kvinder, mens mændene ikke var kvalificeret.
Senest 30. juni 2012 indstiller Dansk Triathlon Forbund navnene på de 2 danske kvinder der skal deltage ved OL i London til Danmarks Idræts-Forbund, der herefter udtager kvinderne. De to danske kvindelige triatler blev Helle Frederiksen, der lå på 44.-pladsen på listen og Line Jensen, der lå på 52.-pladsen på listen.
Ved OL-løbet i London fik Line Jensen en 23.-plads (2:02:47), og Helle Frederiksen fik en 27.-plads (2:03:10).